# 15568 Jathe
15568 Jathe este o planetă minoră (asteroid), cu un diametru de 5,415 km, din centura de asteroizi. A fost descoperită pe 5 aprilie 2000 la Experimental Test Site⁠(d) de Lincoln Near-Earth Asteroid Research. 
Obiectul prezintă o orbită caracterizată de o semiaxă mare de 2,9741415 UAi, o excentricitate de 0,05, o înclinație de 0,90981 ° în raport cu ecliptica.